# Jastrzębiec gładki
Jastrzębiec gładki (Hieracium laevigatum Willd.) – gatunek rośliny z rodziny astrowatych. Występuje w Azji (Syberia, Kaukaz, Turcja) oraz w Europie.

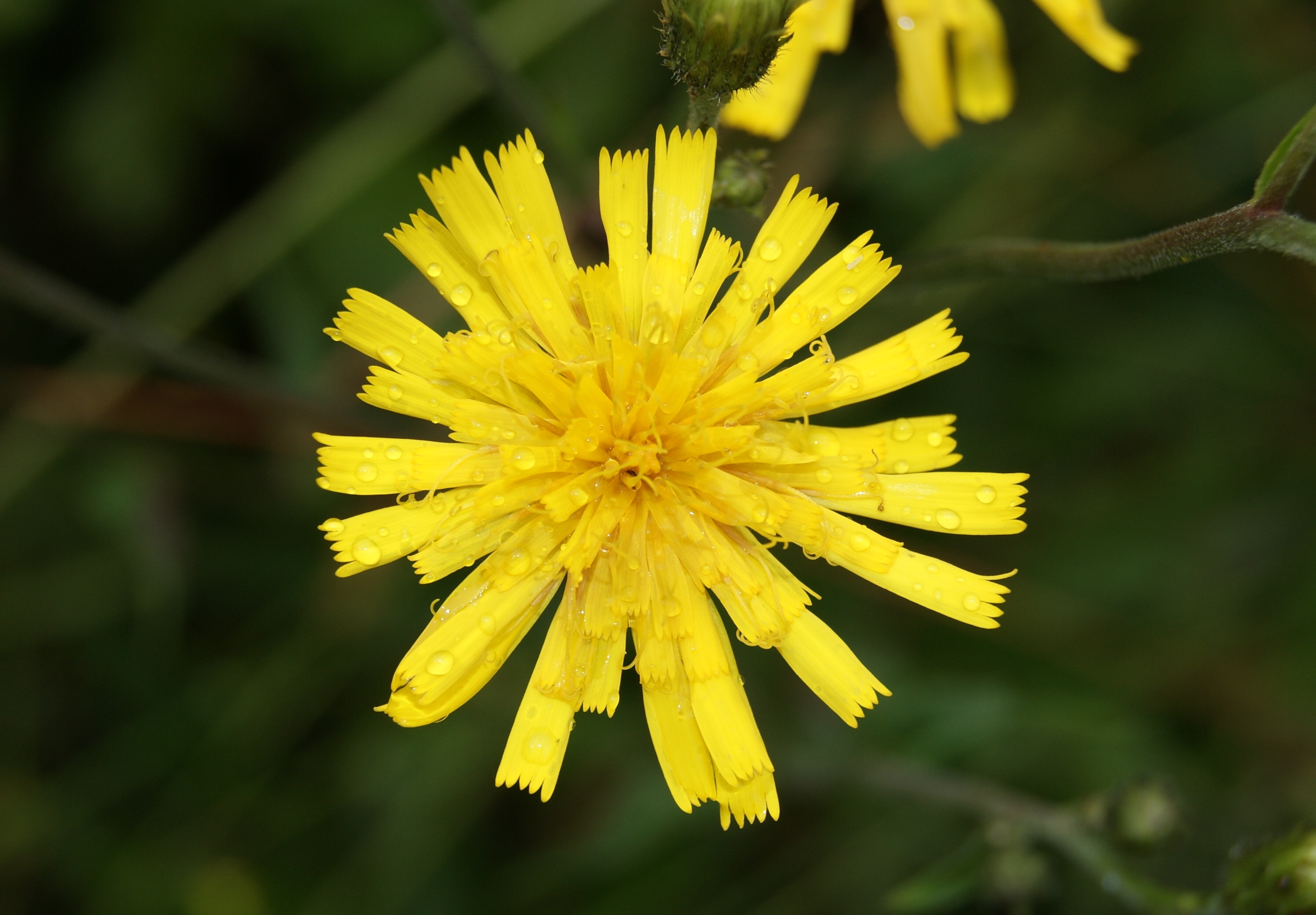
Kwiatostan